# Mary Ann Cotton
Mary Ann Cotton (oktober 1832 – marts 1873) var en engelsk seriemorder, som menes at have dræbt op til 20 mennesker hovedsagligt med arsenik.

## Tidlige Liv
I oktober 1832 blev Mary Ann Robson  født i den lille engelske landsby Low Moorsley i County Durham. (I dag Sunderland). Hendes barndom var ikke lykkelig. Hendes forældre var begge under 20 år gamle, da de blev gift. Hendes far Michael var minearbejder og kunne dårligt brødføde sin familie. Han var brændende religiøs og meget streng over for Mary Ann og hendes bror Robert, og han sang i metodistkirkekoret.
Da Mary Ann var otte år gammel, flyttede hendes familie til byen Murton, hvor hun blev sendt i en ny skole, hvor hun havde det vanskelighedt med at finde nye venner. Kort efter de var flyttet faldt hendes far ca. 46 meter i en mineskakt i Murton kulminen.
Mary Ann var 14 år gammel, da hendes mor giftede sig igen. Mary Ann kunne ikke lide sin nye stedfar, Robert Stott, men hun kunne lide de ting, hans bedre løn kunne købe. Da Mary Ann var 16 år gammel, kunne hun ikke længere holde sin stedfars strenge opdragelse ud, så hun flyttede ud for at blive barneplejerske hos familien Edward Potter i nabolandsbyen South Hetton. Hun tjente der i tre år, hvorefter hun vendte tilbage til sin mors hus og uddannede sig som dameskrædderinde. Hun mødte hun kulminearbejderen William Mowbray.

## Ægtemand nr. 1 William Mowbray
Mary Ann giftede sig i en alder af 20 år med William Mowbray i Newcastle ved Tyne, og de flyttede snart til Plymouth i Devon. Parret fik fem børn, hvoraf de fire døde af gastrisk feber (gastric fever) eller mavepine. William og Mary Ann flyttede tilbage til Nordøst, og Mary Ann fik yderligere tre børn, som alle døde. William blev formand ved South Hetton kulmine og brandmand på en dampbåd. Han døde af tarmsygdom i januar 1865. William var forsikret hos British and Prudential Insurance office og som Williams enke modtog Mary Ann forsikringssummen på 35 pund ved hans død.

## Ægtemand nr. 2 George Ward
Kort tid efter Mowbrays død flyttede Mary Ann til Seaham Harbour i Durham, hvor hun indledte et forhold til Joseph Nattrass. Han var forlovet med en anden kvinde, og Mary Ann, forlod Seaham, kort efter Nattrass' bryllup.  I den periode, døde et af Mary Anns overlevede børn, en pige på 3½. Det lod hende tilbage med et barn af de ni, hun havde født, Nattrass kom senere ind i Mary Anns liv. 
Mary Ann flyttede tilbage til Sunderland og fik arbejde på Sunderland sygehus på opvågningsstuerne, afdelingen for smitsomme feber og apoteket. Hendes eneste overlevende barn, Isabella, blev sendt til hendes mor.
På sygehuset var en af hendes patienter maskinarbejder George Ward. Efter et forhold giftede de sig i august, 1865 i Monkwearmouth. Imidlertid blev George ved med at lide af dårligt helbred, og han døde i oktober 1866 efter lang tids sygdom: lammelse og tarm problemer. Den behandlende læge gav senere vidneforklaringen, at Ward skrantede mand, men det overraskede han, at han døde pludseligt. Endnu en gang modtog Mary Ann forsikringspengene ved hendes mands død. 

## Ægtemand nr. 3 James Robinson
James Robinson var skibsbygger ved Pallion i Sunderland, og hans kone, Hannah, var død kort tid forinden. James ansatte Mary Ann som husholderske i november 1866. Og en måned senere var James' baby død af gastrisk feber (gastric fever). Han vendte sig mod sin husholderske for trøst, og hun blev gravid. Mary Anns mor, som boede i Seaham Harbour i  County Durham blev imidlertid syg, og hun rejste øjeblikkelig hjem til hende. Hendes mor fik det bedre men begyndte så at klage over mavepine, og kort tid efter hendes datters ankomst døde hun. Hun døde den 9 juni, ni dage efter datterens ankomst.
Datteren Isabella fra ægteskabet med William Mowbray, kom med tilbage til Robinsons husholdning, og kort tid efter fik hun mavepine og døde som to af James' andre børn. Alle tre børn blev begravet med to ugers mellemrum i april 1867.
Fire måneder senere blev den sørgende enkemand gift med Mary Ann. Deres datter, som blev født i november, blev døbt Mary Isabella i marts 1868, blev  syg med "familiesymptomerne" og døde. James var imidlertid blevet mistænksom, og da han tegnede en livsforsikring, opdagede han, at hun havde stiftet gæld for 60 pund bag hans ryg, og at hun havde stjålet mere end 50 pund, som hun skulle have sat i banken. Dråben, der fik bægeret til at flyde over, var at han opdagede, at hun havde fået hans børn til at pantsætte værdigenstande for sig. Han smed hende ud.

## Ægtemand nr. 4 Frederick Cotton
Mary Ann var desperat og boede på gaden, da hendes veninde Margaret Cotten præsenterede hende for sin bror Frederick, en minearbejder, som for nylig var blevet enkemand og havde mistet to af sine fire børn. Han boede i Walbottle i Northumberland. Margaret have været en reservemor for børnene, Frederick jr. og Charles. I slutningen af marts 1870 døde Margaret Cotten af en ukendt mavelidelse, og overlod Mary Ann at trøste den sørgende Frederick. Kort tid efter var hun gravid med sit 11. barn.
Frederick og Mary Ann blev gift (Bigami) i september 1870, og deres søn Robert blev født tidligt i 1871. 
Kort tid efter fandt Mary Ann ud af, at hendes tidligere elsker Joseph Nattrass, ikke længere var gift, og at han boede tæt på i landsbyen West Auckland. Hun genoptog romancen, og pressede sin familie til at flytte tættere på. 
Frederick fulgte snart sine forgængere i graven i december samme år pga. gastrisk feber (gastric fever). En livsforsikring var tegnet for ham og hans sønner.

## To elskere
Efter Fredericks død blev Nattrass hurtigt Mary Anns logerende. Hun fik arbejde som sygeplejerske hos forbrugsafgiftembedsmand John Quick-Manning, som var ved at genvinde kræfterne efter kopper. Snart var hun gravid med hans barn, hendes tolvte. Denne gang kunne det traditionelle hurtige bryllup ikke følge efter. Hvad med Cotton-børnene og Nattrass? Frederick jr. døde I marts, 1872 og babyen Charles snart efter. Kort tid senere blev Nattrass syg med gastrisk feber (gastric fever) og døde, lige efter han havde ændret sit testamente til Mary Anns fordel.
Udbetalingen på den livsforsikring, som Mary Ann havde tegnet på Charles, ventede stadig på at blive udbetalt. Men så kom en uforsigtig udtalelse.

## Charles Edward Cotton død og ligsynet
Mary Anns fald kom, da embedsmanden  Thomas Riley bad hende hjælpe med at passe kvinder, der havde kopper. Hun klagede over, at den eneste overlevende Cotton-dreng, Charles Edward, var i vejen og spurgte Riley, om han kunne blive sendt til fattighuset
Riley, som også arbejdede som West Aucklands assistentembedsmand, som afholder ligsyn ved mistænkelige dødsfald, sagde, at hun ville være nødt til at ledsage ham. Hun fortalte Riley, at drengen var syg og tilføjede at ”Jeg vil ikke være besværet af ham længe, han vil ryge ligesom resten af familien Cotton”
Riley svarede ”Nej, der sker ikke noget af dem slags – han er en fin og rask dreng” så han blev chokeret, da Mary Ann fortalte ham, at drengen var død. Riley gik til politiet og bad lægen forsinke dødsattesten, til omstændighederne var undersøgt.
Mary Anns første stop var ikke hos lægen, men hos forsikringsselskabet, hvor hun fandt ud af, at hun ikke ville få udbetalt pengene, før der var en dødsattest.
Et ligsyn blev holdt, og nævningene kom tilbage med dommen – naturlig død. Mary Ann påstod, at hun havde prøvet at lette Charles' sygdom ved hjælp af Salep-Gøgeurt, og at Riley ville have hævn, fordi hun havde afvist hans tilnærmelser.
Men en lokal avis, som havde interesse i historien, fandt ud af, at Mary Ann havde flyttet rundt i hele Nordengland, og at hun havde mistet tre ægtemænd, en elsker, en ven, sin mor, og et dusin børn. Alle var døde af mavefeber.

## Anholdelsen
Rygterne blev til en konkret mistanke og dermed startede de retsmedicinske undersøgelser. Den læge, som havde undersøgt Charles, havde gemt prøver, og de viste arsenik. Han gik til politiet med resultatet, og det medførte, at Mary Ann blev arresteret, og at politiet beordrede opgravning af Charles' lig. Hun blev anklaget for mordet men retssagen blev forsinket på grund af fødslen af det barn, hun ventede med Quick-Manning.

## Retssagen og henrettelsen
Forsvaret påstod ved retssagen, at Charles have indåndet arsenik, som var brugt som farvestof i det grønne tapet i Cotton-huset, og at det var det, han var død af. 
Nævningene voterede i 90 minutter, før de fandt Mary Ann skyldig.
Avisen The Times trykte den 20. maj denne rapport: "Efter dommen viste kvinden kortvarigt stærke følelser, men faldt snart tilbage til sin notoriske kolde opførsel. Og muligvis i håb om at få en mildere straf påstod hun ufortrødent, at hun var uskyldig i alle de forbrydelser, hun var dømt for."
Flere benådningsansøgning blev forelagt (Home Secretary) indenrigsministeren men til ingen nytte. 
Hun blev hængt i Durham, den 24 marts, 1873. Hun døde langsomt, fordi bøddelen havde fejlbedømt faldet.